# Isosturmia cruciata
Isosturmia cruciata är en tvåvingeart som först beskrevs av Townsend 1927.  Isosturmia cruciata ingår i släktet Isosturmia och familjen parasitflugor. Inga underarter finns listade i Catalogue of Life.